# Sennius maculatus
Sennius maculatus is een keversoort uit de familie bladkevers (Chrysomelidae). De wetenschappelijke naam van de soort werd in 2003 gepubliceerd door Pinto, Reibero-Costa & Johnson.